# أليكس ماكدونالد
أليكس ماكدونالد هو مستكشف كندي، ولد في 1859 في Antigonish, Nova Scotia ‏ في كندا، وتوفي في 1909 في List of communities in Yukon ‏.